# Paulin-Joseph-Justin Albouy
Paul Xie Tingzhe MEP (chiń. 沈士杰; ur. 9 czerwca 1880 w Carcenac-Peyrales (Baraqueville), zm. 6 lutego 1954 w Camboulazet) – francuski duchowny rzymskokatolicki, misjonarz, wikariusz apostolski Nanningu i arcybiskup nanniński.

## Biografia

### Młodość i prezbiteriat
Pochodził z rodziny rolników. W 1894 wstąpił do Niższego Seminarium Duchownego w St Pierre koło Rodez. Po jego ukończeniu w 1898 rozpoczął naukę w Wyższym Seminarium Duchownym Towarzystwa Misji Zagranicznych w Paryżu. 6 czerwca 1903 przyjął święcenia diakonatu, a 21 czerwca 1903 prezbiteriatu i został kapłanem diecezji Rodez, należącym do Towarzystwa Misji Zagranicznych w Paryżu.
Po święceniach wypłynął na misje do Chin, gdzie został przydzielony do prefektury apostolskiej Kuangsi. Przybył do niej w połowie grudnia 1903. Początkowo zamieszkał w Nanningu, gdzie uczył się języka kantońskiego, następnie kontynuował naukę w Wuzhou. W 1905 powrócił do Nanningu, otrzymując urzędy prokuratora misji (był nim do 1908) i przełożonego okręgu. Pracował także duszpastersko przy katedrze. Nauczył się wówczas języków mandaryńskiego oraz tou-jen.
W 1911 podjął nieudaną próbę osiedlanie się we wsi Soupan w Wuming. W 1912, po zwolnieniu z obowiązków w Nanningu, ponownie podjął się próby założenia misji w tej wsi, tym razem udaną. W 1918 przeniesiony do wsi Fongtong, a w 1922 do Paksha, gdzie zaprosili go lokalni przywódcy, po dwukrotnym uratowaniu miasteczka w czasie wojny domowej, kiedy to prowadził negocjacje najpierw z kantońskim generałem, a następnie z przywódcą bandytów. W Paksha wybudował szkołę podstawową, przychodnię, klasztor dla sióstr, plebanię i szkołę dla katechistów.

### Episkopat
27 marca 1930 papież Pius XI mianował go wikariuszem apostolskim Nanningu oraz biskupem tytularnym cidyessijskim. 24 sierpnia 1930 w Hongkongu przyjął sakrę biskupią z rąk emerytowanego wikariusza apostolskiego Beihai Gustava-Josepha Deswazièresa MEP. Współkonsekratorami byli wikariusz apostolski Hongkongu Enrico Pascal Valtorta PIME oraz przełożony generalny Zgromadzenia Misji Zagranicznych z Maryknoll bp James Edward Walsh MM.
Jeszcze przed święceniami, gdy przebywał w Hongkongu, 11 sierpnia 1930 otrzymał depeszę z informacją o zbombardowaniu katedry w Nanningu i śmierci w niej wielu osób. 30 września 1930 wyruszył w podróż do swojego wikariatu. Nie mogąc, z powodu trwającej wojny domowej, dotrzeć do oblężonego Nanningu, osiadł w Paksha. Tam na kilka miesięcy został aresztowany. Do Nanningu przybył 28 stycznia 1931. W tym też roku ustała wojna domowa i bp Albouy rozpoczął objazd swojego wikariatu.
Założył pięć nowych placówek misyjnych. Ściągnął kanadyjskie siostry zakonne, aby wykształciły siostry chińskie w prowadzeniu szkół i aptek. Dbał o kształcenie katechistów, odpowiadających za życie religijne wspólnot rzadko odwiedzanych przez kapłanów. Wspierał prowadzoną przez Kościół kolonię trędowatych.
Wikariat apostolski Nanningu znacznie ucierpiał podczas wojny chińsko-japońskiej. Po zbombardowaniu seminarium, przeniósł seminarzystów do Pakshy. Dbał również o ludność cywilną. 7 lipca 1941 został odznaczony przez chińskie Ministerstwo Spraw Wewnętrznych za poświęcenie i przyjęcie uchodźców podczas działań wojennych. W listopadzie 1944, gdy armia japońska zajmowała teren wikariatu, zbiegł pod granicę z Wietnamem. Podczas okupacji budynki biskupstwa zostały celowo podpalone przez Japończyków.
W wyniku reorganizacji chińskich struktur kościelnych dokonanych przez Piusa XII bullą Quotidie Nos, 11 kwietnia 1946 wikariat apostolski Nanningu podniesiono do rangi archidiecezji i stolicy metropolii. Tym samym Albouy został arcybiskupem nannińskim. Po wyparciu Japończyków powrócił do Nanningu i przystąpił do odbudowy zniszczeń wojennych. W 1947 salezjanie założyli szkołę zawodową. W 1949 do miasta powróciło seminarium duchowne, liczące wówczas 37 alumnów.
Okres rozwoju archidiecezji zakończył się wkroczeniem do Nanningu wojsk komunistycznych. 10 września 1952 abp Albouy został aresztowany, a następnie wydalony z kraju. 20 września 1952 przekroczył granicę z Hongkongiem i następnie powrócił do Francji. De iure urząd arcybiskupa pełnił do śmierci, nie mając już jednak realnej władzy w archidiecezji. Mieszkał w Rodez, w Paryżu, ostatecznie osiadając w rodzinnych stronach. Zmarł 6 lutego 1954 na mocznicę w domu swojej siostry. Pochowany na cmentarzu swojej rodzinnej parafii w Camboulazet.